# Werknemersoptie
Een werknemersoptie (ook wel genoemd personeelsoptie of kortweg optie) is een vermogensrecht waarbij een werknemer van zijn werkgever (of een aan de werkgever gelieerde partij) het recht krijgt om gedurende een bepaalde periode (de looptijd van de optie) tegen een vooraf vastgestelde prijs per aandeel (de uitoefenprijs van de optie) aandelen in een vennootschap te kopen.
Een werknemersoptie is een kooprecht en geen koopverplichting. Wil de werknemer om wat voor reden dan ook geen gebruik maken van zijn kooprecht, dan kan hij niet verplicht worden om de aandelen te kopen. Zo zal een werknemer op een bepaald moment geen gebruik maken van zijn kooprecht indien de beurskoers (=de prijs waarvoor een ieder het aandeel op de beurs zou kunnen kopen) van het aandeel op dat moment lager is dan de prijs waarvoor de werknemer het aandeel van zijn werkgever mag kopen.
Een werknemersoptie is een bijzondere vorm van een optie, meer in het bijzonder van een zogenoemde calloptie. Al hetgeen voor opties in het algemeen geldt, is in beginsel ook op werknemersopties van toepassing. Een werknemersoptie is zoals iedere optie ook een zogenoemd derivaat.
Een werknemersoptie kan de werknemer een economisch voordeel opleveren, indien de werkelijke (beurs)waarde van het aandeel op enig moment gedurende de looptijd hoger is dan de uitoefenprijs. Wil de werknemer van zijn kooprecht gebruikmaken, dan dient hij zijn tegenpartij te informeren dat hij van zijn kooprecht gebruikmaakt. Het laatste wordt aangeduid als het uitoefenen van de optie. De werknemer is in beginsel vrij om te besluiten of hij de door de uitoefening verkregen aandelen al dan niet onmiddellijk geheel of gedeeltelijk verkoopt. Oefent de werknemer de werknemersoptie gedurende de looptijd niet uit, bijvoorbeeld omdat de werkelijke waarde van het aandeel niet boven de uitoefenprijs is uitgekomen, dan vervalt de optie zonder dat zij de werknemer enig voordeel heeft opgeleverd (expiratie).
Opties in het algemeen (en daarmee werknemersopties ook) hebben in de regel een economische waarde en de werknemer krijgt dan ook een economisch waardevol recht van zijn werkgever. In tegenstelling tot wat voor (beursgenoteerde) opties in het algemeen geldt, hoeft de werknemer voor het verkrijgen van de werknemersoptie zelf in de regel echter niets aan zijn werkgever of aan een andere partij te betalen, althans niet in geld of goederen. Wel levert de werknemer een andere (waardevolle) tegenprestatie aan de werkgever (of hoopt de werkgever dat de werknemer die prestatie gaat leveren, dan wel heeft de werknemer die al geleverd), namelijk arbeid.
De aandelen waarop de werknemersoptie betrekking heeft, zijn in de regel aandelen in de werkgever, dan wel aandelen in een gelieerde vennootschap, zoals de moedermaatschappij van de groep waartoe de werkgever behoort. De aandelen zullen in de praktijk vaak aan een beurs genoteerd zijn, maar dat is zeker niet altijd het geval. Werknemersopties zelf zijn in de regel nagenoeg nooit vrij overdraagbaar, en ze zijn onder andere daarom in de praktijk nagenoeg nooit beursgenoteerd.
Werknemersopties vinden hun oorsprong in de Verenigde Staten van Amerika en vandaar dat veel van de terminologie in het Engels is. De Engelse termen zullen in het hiernavolgende schuin bedrukt weergegeven worden. Werknemersopties worden in het Engels (employee) stock options, (employee) share options, performance options, management options of kortweg options genoemd.

## Aandelengerelateerde beloningen
Werknemersopties zijn een vorm van aandelengerelateerde beloningen (Share-based incentives of equity incentives). Aandelengerelateerde beloningen zijn een deel van het bezoldigingsbeleid (ook wel genoemd beloningsbeleid) van organisaties. Het bezoldigingsbeleid maakt op zijn beurt weer deel uit van het personeelsbeleid van een organisatie. Aandelengerelateerde beloningen zijn variabele en nagenoeg altijd lange-termijnsbeloningen.
Voor aandelengerelateerde beloningen in het algemeen zie: aandelengerelateerde beloningen.

## Het doel van werknemersopties
Werknemersopties zijn een beloningsinstrument waarmee meerdere organisatiedoelen worden nagestreefd. Die doelen gelden voor alle vormen van aandelengerelateerde beloningen. Zie voor die doelen: aandelengerelateerde beloningen.

## Algemene kenmerken van werknemersopties
Regelingen van werknemersopties kennen een grote diversiteit. Dat neemt niet weg dat alle werknemersopties bepaalde, algemene kenmerken bezitten.

### Beursgenoteerde concerns
In de praktijk zijn organisaties die werknemersopties toekennen veelal ondernemingen die samen een groep vormen en waarvan de moedermaatschappij een beursnotering heeft. De werknemersopties hebben in dat geval veelal betrekking op beursgenoteerde aandelen in de moedermaatschappij. Laatstgenoemde maatschappij is in de regel het groepsonderdeel dat de opties toekent (=met de werknemers overeenkomt) en wel aan zowel zijn eigen werknemers, als werknemers van andere groepsonderdelen. Het is echter ook mogelijk dat ieder groepsonderdeel opties toekent aan slechts zijn eigen werknemers. In het laatste geval zullen de opties echter wel betrekking hebben op aandelen in de moedermaatschappij.

### Discretionaire bevoegdheid
Het aanbieden van werknemersopties is veelal een discretionaire bevoegdheid van de werkgever: de werkgever kan besluiten om een werknemer een werknemersoptie aan te bieden, maar hoeft dit in beginsel niet. Bovendien kan de werknemer zijn werkgever in beginsel niet dwingen om hem werknemersopties aan te bieden, zelfs indien de werkgever de werknemer in het verleden wel bijvoorbeeld ieder jaar werknemersopties heeft aangeboden. Dat neemt niet weg dat de rechter in een specifiek geval kan beslissen dat het niet aanbieden van werknemersopties onrechtmatig is.
In veel organisaties komen alleen bepaalde groepen werknemers voor werknemersopties in aanmerking. Het gaat dan veelal om bestuurders, andere managementfunctionarissen en personeel in gespecialiseerde functies.
De bevoegdheid om werknemersopties aan te bieden, komt in de regel toe aan de raad van bestuur van de vennootschap waarvan de aandelen voor de opties gebruikt worden. Het toekennen van werknemersopties aan de leden van de raad van bestuur zelf is in de regel een bevoegdheid van de Raad van Commissarissen. Commissarissen komen in de regel niet in aanmerking voor aandelengerelateerde beloningen.
Werknemersopties worden veelal jaarlijks of halfjaarlijks en met een regelmatige interval toegekend (bijvoorbeeld eens per jaar vlak na de publicatie van het jaarverslag).

### Overeenkomst
Volgens Nederlands civiel recht dient een werknemersoptie overeengekomen te worden. Een werknemersoptie komt dus tot stand door een overeenkomst. Voor overeenkomsten geldt dat zij tot stand komen door een aanbod van de ene partij aan een andere partij, welk bod door die andere partij onverwijld aanvaard wordt. Degene aan wie het aanbod wordt gedaan, hoeft het aanbod niet te aanvaarden. Wel is het zo dat werknemersopties nagenoeg altijd aanvaard worden omdat zij in zichzelf voor degene aan wie het aanbod wordt gedaan, nagenoeg nooit enig financieel risico met zich meebrengen. Het aanbod is wat dat betreft te vergelijken met het aanbod van een werkgever aan zijn werknemer om in de toekomst een bonus te betalen.
De partij die de werknemersoptie aanbiedt, wordt in het jargon grantor genoemd. Degene aan wie het bod wordt gedaan, wordt in het jargon veelal aangeduid met de term optionee. Het aanbieden van een optie wordt aangeduid als granting an option.

### Niet overdraagbaar
Vermogensrechten zijn in beginsel overdraagbaar, dat wil zeggen dat de rechthebbende van het vermogensrecht dat recht aan een ander kan overdragen. Hoewel werknemersopties vermogensrechten zijn, zijn werknemersopties in de regel echter niet overdraagbaar, veelal met uitzondering van overdracht in geval van overlijden van de werknemer.

### Toekenningsdatum
Werknemersopties hebben veelal een officiële zogenoemde toekenningsdatum (date of grant). Dit is datum waarop de looptijd van de optie officieel begint. De toekenningsdatum wordt veelal ook gebruikt als de dag waarop de uitoefenprijs wordt vastgesteld. De toekenningsdatum kan, maar zal veelal niet samenvallen met de datum waarop de werknemersopties door de werknemer worden aanvaard.

### De contractuele looptijd
Werknemersopties hebben een bepaalde contractuele looptijd (option period). Loopt de looptijd af, dan vervallen de opties indien zij niet uiterlijk op dat moment zijn uitgeoefend. In de praktijk is de maximale looptijd 10 jaar. De laatste jaren is de trend dat looptijden korter worden. Het aflopen van een optie wordt in het jargon "expiratie" genoemd.

### Het aandeel
Opties hebben altijd betrekking op een zogenoemde onderliggende waarde. In het geval van werknemersopties is die onderliggende waarde een aandeel (share of stock) of een vergelijkbaar recht, zoals een certificaat van aandelen. Het aandeel waarop een werknemersoptie betrekking heeft, is een aandeel in de werkgever of een aan de werkgever gelieerde partij, zoals de moedermaatschappij van de groep waartoe de werkgever behoort. De onderliggende aandelen zijn veelal beursgenoteerd. Zijn de aandelen niet beursgenoteerd, dan dient de werknemersoptie bepalingen te kennen om de waarde van de aandelen vast te stellen.

### De uitoefenprijs
De uitoefenprijs van een optie (exercise price of strike price) is de prijs waarvoor de werknemer de aandelen van de werkgever mag kopen. Bij beursgenoteerde aandelen wordt de uitoefenprijs in de regel vastgesteld op de werkelijke waarde van het aandeel op de toekenningsdatum of op een gemiddelde van de werkelijke waarden van het aandeel gedurende een periode direct voorafgaande aan de toekenningsdatum. Die opties worden dan aangeduid als at-the-money options.

### Vestigingsperiode
Werknemersopties hebben veelal een zogenoemde vestigingsperiode (vesting period). Dit is een periode die begint op de toekenningsdatum en eindigt op een nader bepaalde, toekomstige datum die vanzelfsprekend wel ligt voor het einde van de contractuele looptijd. Gedurende de vestigingsperiode mag de optie nog niet door de werknemer worden uitgeoefend. Veelal wordt ook de voorwaarde gesteld dat de werknemer op de datum dat de vestigingsperiode eindigt nog in dienst moet zijn van de werkgever (of een gelieerde partij), alvorens de werknemer de optie daadwerkelijk mag uitoefenen. Treedt een werknemer uit dienst vóór het moment dat zijn opties uitgeoefend mogen worden, dan vervallen zij in de regel zodat zij geen waarde meer hebben voor de werknemer. In sommige gevallen van uitdiensttreding kunnen de werkgever en werknemer echter overeenkomen dat de opties toch niet vervallen (bijvoorbeeld in geval van pensionering). Zulke uit dienst tredende werknemers worden in het jargon good leavers genoemd.
Het zonder nadere beperkende voorwaarden uitoefenbaar worden van werknemersopties wordt in het jargon het vestigen van de optie genoemd (vesting of the option). De datum waarop de vesting periode eindigt, wordt in het jargon de vestigingsdatum (vesting date) genoemd. Een in de praktijk veel gebruikte minimum vestigingsperiode is 3 jaar.
Een werknemersoptie kan meer dan één vestigingsdatum hebben. In dat geval vestigen opties in de praktijk veelal in jaarlijkse tranches (gerekend vanaf de toekenningsdatum) waarbij de optie in delen uitoefenbaar wordt totdat de optie geheel uitoefenbaar is geworden. Zo'n vestingschema wordt in het jargon tranche vesting genoemd. Het vestingschema waarbij de hele optie in één keer vestigt wordt in het jargon cliff vesting genoemd.
Het vestigen van opties kan naast het enkele verloop van (dienst)tijd ook afhankelijk zijn van het behalen van bepaalde, voorafgestelde (financiële) prestatiewaarden. Zie hiervoor de paragraaf: prestatievoorwaarden. Dit type opties wordt in het jargon performance options genoemd.
Door de zogenoemde opschortende (tijds)voorwaarde(n) wordt recht gedaan aan een van de doelen van werknemersopties, namelijk het behouden van werknemers voor de organisatie. Zou een werknemersoptie onmiddellijk na de toekenning volledig uitoefenbaar zijn, dan gaat dit werknemersbehoudende effect verloren. Dat neemt niet weg dat direct uitoefenbare opties in Nederland vooral in het verleden als gevolg van een indertijd geldende, fiscaal gunstige regeling veel voorkwamen.

### Gesloten periode
De term gesloten periode (closed period of blocked period) wordt gebruikt voor een periode gedurende welke werknemers hun in beginsel gevestigde opties niet mogen uitoefenen omdat zij uit hoofde van hun functie over bepaalde informatie beschikken die koersgevoelig is en die nog niet openbaar gemaakt is. Op deze manier wordt handel met voorkennis voorkomen.

### Prestatievoorwaarden
Het vestigen van werknemersopties kan ook afhankelijk gesteld worden van het behalen van bepaalde, voorafgestelde prestatievoorwaarden (performance conditions). De optie mag in dat geval onder meer uitsluitend worden uitgeoefend indien of voor zover de prestatievoorwaarden over een bepaalde periode behaald zijn. De prestatievoorwaarden zijn veelal financiële prestatievoorwaarden van de organisatie, een deel van de organisatie en/of de groep waartoe de organisatie behoort. Een veel gebruikte financiële prestatievoorwaarde is Total Shareholder Return (TSR).
Prestatievoorwaarden zijn een vorm van vestigingsvoorwaarden (vesting conditions). Een andere vorm van vestigingsvoorwaarden zijn de hiervoor genoemde dienstvoorwaarden (service conditions), dat wil zeggen de voorwaarde dat een werknemer gedurende een bepaalde tijd gewerkt moet hebben alvorens de optie vestigt.
Financiële prestatievoorwaarden kunnen recht doen aan een van de doelen van aandelengerelateerde beloningen: het gelijkstellen van het financiële belang in de organisatie van de eigenaars (aandeelhouders) en de bestuurders van de organisatie. Zo kan in de optieovereenkomst bepaald worden dat de bestuurders alleen een voordeel kunnen verkrijgen indien de eigenaars gedurende een bepaalde periode een bepaald positief rendement behaald hebben.

### Het uitoefenen van werknemersopties
Mag de werknemer zijn optie uitoefenen, dan kan de werknemer dat in beginsel doen tot het einde van de contractuele looptijd van de optie. Veelal wordt wel de voorwaarde gesteld dat de werknemer op het moment van uitoefenen nog in dienst is van de werkgever of van een gelieerde partij. Opties die uitoefenbaar zijn en die niet zijn uitgeoefend vóór de datum van uitdiensttreding vervallen veelal op die datum of na een periode eindigend na die datum indien die data liggen vóór het einde van de contractuele looptijd.
Uitoefenbare opties mogen in de regel uitgeoefend worden op elk moment gedurende de looptijd (werknemersopties zijn daarmee zogenoemde Amerikaanse opties). Specifieke regelingen kunnen echter bepalen dat werknemers hun opties niet mogen uitoefenen gedurende perioden dat zij kennis kunnen bezitten die koersgevoelig is en die nog niet openbaar gemaakt is (de hiervoor genoemde gesloten perioden). Ook komt het voor dat uitoefenbare opties uitsluitend aan het eind van de looptijd uitgeoefend mogen worden. Dit type opties wordt Europese opties genoemd.
Omdat (Amerikaanse) uitoefenbare werknemersopties (vested options) gedurende een bepaalde periode uitgeoefend mogen worden, dient de werknemer zijn tegenpartij te informeren wanneer de werknemer zijn optie daadwerkelijk wenst uit te oefenen (exercising the option). Een optie mag veelal in zijn geheel of voor een deel uitgeoefend worden.
Een economisch handelende werknemer zal een optie uitsluitend uitoefenen indien hem dit in economische zin voordeel oplevert. Dit is het geval indien de werkelijke waarde van het aandeel hoger is dan de uitoefenprijs. Opties waarvan de werkelijke waarde van het aandeel op een moment hoger is dan de uitoefenprijs, worden aangeduid als in-the-money options (de opties staan boven water). Opties waarvan de werkelijke waarde van het aandeel op een moment lager is dan de uitoefenprijs, worden aangeduid als out-of-the-money options (de opties staan onder water).
Met het uitoefenen van de optie geeft de werknemer uitsluitend aan dat hij van zijn kooprecht gebruik wil maken. De tegenpartij van de werknemer heeft in beginsel slechts de verplichting om de aandelen tegen de afgesproken prijs aan de werknemer te leveren onder de voorwaarde dat de werknemer de koopprijs aan zijn tegenpartij voldoet. Veel regelingen kennen echter de mogelijkheid om de verkregen aandelen gelijk door te verkopen (same day sale exercise). In dat geval krijgt de werknemer de boekwinst in geld uitgekeerd. Die boekwinst wordt in het jargon aangeduid als de spread income.

### Het vervallen van werknemersopties
Werknemersopties kunnen om verschillende redenen vervallen (lapsing of the option). Zo vervallen niet uitgeoefende opties aan het einde van de contractuele looptijd (expiratie). Ook vervallen opties veelal indien de werknemer bij de werkgever uit dienst treedt, indien dit moment ligt voor het einde van de contractuele looptijd. Veel regelingen kennen bijzondere bepalingen in geval van bepaalde vormen van uitdiensttreding, zoals pensionering, arbeidsongeschiktheid en overlijden. Deze bepalingen worden in de regel aangeduid als good leaver provisions. Ten slotte vervallen opties indien en/of voor zover zij worden uitgeoefend.

## De economische waarde van opties
Opties in het algemeen hebben een economische waarde en zo ook werknemersopties. Voor beursgenoteerde opties is de economische waarde een prijs die tot stand komt door vraag en aanbod (marktwerking). Werknemersopties zijn echter nagenoeg nooit vrij overdraagbaar zodat hun economische waarde niet bepaald kan worden door middel van vraag en aanbod. Wel kan aan de hand van economische modellen een theoretische waarde van (werknemers)opties bepaald worden. Twee bekende economische waarderingsmodellen zijn het Black & Scholes model en het binomiale model. Het Black & Scholes model geeft een theoretische waardering van Europese opties, terwijl het binomiale model ook geschikt is voor de waardering van Amerikaanse opties.

### De Black & Scholes model
De economen Fischer Black, Myron Scholes en Robert Merton hebben op het gebied van de theoretische waarde van derivaten (waaronder opties) begin jaren 70 van de 20e eeuw belangrijk werk verzet. Zij ontwikkelden de bekende formule die de naam van twee van hen draagt, de Black & Scholes formule. In 1997 kregen Scholes en Merton de Nobelprijs voor de economie voor hun werk op dit gebied.
Substitutie van de variabelen met waarden leidt bij de Black & Scholes formule tot een bepaald percentage. Dat percentage vermenigvuldigd met de prijs van de onderliggende waarde (i.c. de prijs van het aandeel waarop de optie betrekking heeft) zoals toegepast in de formule, levert de theoretische waarde van de optie op dat moment. De waarde van een optie is met andere woorden een afgeleide van de prijs van de onderliggende waarde. Het bereik van de Black & Scholes formule bevindt zich tussen 0% en 100%, oftewel de minimale waarde en maximale waarde die de Black & Scholes formule geeft, is 0% respectievelijk 100%.

#### Waardering is een moment opname
Men dient zich ervan bewust te zijn dat de theoretische waarde van de optie slechts de waarde ervan op dat specifieke moment is. Omdat de specifieke waarden die voor de variabelen van de formule gebruikt worden in de tijd veranderen, verandert ook de waarde van de optie in de loop van de tijd. Bovendien bestaan niet voor alle variabelen die in het model gebruikt worden op een bepaald moment een algemene geaccepteerde waarde in de zin dat die waarde een schatting is. Dit geldt vooral voor de "verwachte volatiliteit" van het onderliggende aandeel.

#### De intrinsieke waarde en de verwachtingswaarde
Theoretisch gezien bestaat de waarde van een optie uit twee componenten: de intrinsieke waarde en de verwachtingswaarde (ook wel tijdswaarde genoemd). De intrinsieke waarde van een optie is het verschil tussen de prijs van de onderliggende waarde (de beurskoers / prijs van het aandeel) en de uitoefenprijs. Deze intrinsieke waarde kan zowel negatief of positief zijn (of precies nul). De verwachtingswaarde is de waarde die aan de optie toegekend moet worden voor het feit de optie niet uitsluitend het recht geeft om de onderliggende waarde op dit moment te kopen, maar gedurende de rest van de looptijd. De verwachtingswaarde kan alleen maar nul of positief zijn. Het hierboven genoemde percentage (de uitkomst van de Black & Scholes formule) is in feite de som van het percentage dat betrekking heeft op de intrinsieke waarde en van het percentage dat betrekking heeft op de verwachtingswaarde. Het bereik van de formule (de som van de intrinsieke waarde en de verwachtingswaarde als % van de onderliggende waarde) bevindt zich, zoals hierboven al  gemeld, tussen de 0% en 100%. Dat het percentage niet negatief kan zijn, is intuïtief logisch omdat een optie een kooprecht is (de optiehouder mag het kooprecht inroepen) en geen koopverplichting (de optiehouder hoeft het kooprecht niet in te roepen). Dat het percentage niet hoger dan 100% kan zijn, is intuïtief wellicht minder vanzelfsprekend.
Als gevolg van het voorgaande heeft een at-the-money optie (hetgeen werknemeropties op het moment van toekenning in de regel zijn) per definitie uitsluitend een verwachtingswaarde (ervan uitgaande dat de optie nog een resterende looptijd heeft, hetgeen werknemersopties op het moment van toekenning hebben), immers at-the-money opties hebben een intrinsieke waarde van nul (de onderliggende waarde is gelijk aan de uitoefenprijs).
Naarmate de optie het einde van haar looptijd nadert, wordt de verwachtingswaarde ervan als percentage steeds kleiner. Vlak voor expiratie van de optie nadert de verwachtingswaarde tot nul en bestaat de waarde van de optie nagenoeg uitsluitend uit de intrinsieke waarde.

#### De variabelen van de Black & Scholes formule
De Black & Scholes formule geeft aan de hand van een aantal variabelen een theoretische waarde van een optie. Die variabelen zijn:
- de (resterende) verwachte looptijd van de optie;
- de uitoefenprijs van de optie;
- de prijs van de onderliggende waarde (de beurskoers of de prijs van het aandeel) op het moment dat de waardemeting wordt gedaan;
- de (verwachte) volatiliteit van de onderliggende waarde gedurende de (resterende) looptijd; en
- de rentestand van obligaties met een laag risico (bijvoorbeeld staatsobligaties) waarvan de resterende looptijd overeenkomt met de (resterende) looptijd van de optie.

Aan de formule is later nog een zesde variabele toegevoegd, namelijk het verwachte dividendrendement van de onderliggende waarde gedurende de looptijd van de optie.
Voor werknemersopties met prestatievoorwaarden dient de uitkomst van de formule gecorrigeerd te worden voor de verwachte kans dat de voorwaarden behaald worden om tot een reële economische waarde van de optie te komen.

### Het binomiale model
Een andere methode om de theoretische waarde van opties te berekenen is het zogenoemde binomiale model. In tegenstelling tot de Black & Scholes formule is het binomiale model een relatief lastig toe te passen model.

### Het gebruik van de theoretische waarde van werknemersopties
Het kan om verschillende redenen nuttig zijn om de theoretische waarde van werknemersopties te kunnen bepalen. Zo kunnen werknemers nagaan of zij er goed aandoen om hun opties nu uit te oefenen of om hiermee nog te wachten.
Werkgevers gebruiken de theoretische waarde van opties voor analyses die van belang zijn in voorbereiding op de toekenningen aan de werknemers. De theoretische waarde per werknemersoptie vermenigvuldigd met het aantal onderliggende aandelen geeft bijvoorbeeld een absolute waarde van de optie (absolute award value) die aan een bepaalde werknemer wordt toegekend. Die absolute waarde uitgedrukt als een percentage van het basissalaris (relatieve waarde - relative award value) van de werknemer levert een goed kengetal op om de consistentie van de toekenningen binnen de groep van de werknemers aan wie opties zullen worden toegekend, vast te stellen. Beide waarden worden ook gebruikt voor vergelijkingen tussen ondernemingen en voor vergelijkingen tussen de verschillende vormen van aandelengerelateerde beloningen.
Ten slotte kan de theoretische waarde van werknemersopties nog van belang zijn voor de externe verslaggeving van de werkgever of de groep waartoe de werkgever behoort. Zie hiervoor het volgende hoofdstuk.

## De externe verslaggevingsaspecten van werknemersopties
Zoals hierboven is aangegeven, zijn organisaties die werknemersopties toekennen veelal ondernemingen die samen een groep vormen waarvan de moedermaatschappij een beursnotering heeft. De werknemersopties hebben veelal betrekking op beursgenoteerde aandelen in de moedermaatschappij. Voor dit hoofdstuk zal van deze situatie worden uitgegaan.

### Externe verslaggeving
Beursgenoteerde ondernemingen zijn veelal verplicht aan regels van externe verslaggeving te voldoen zodat belanghebbenden (onder andere aandeelhouders, werknemers, obligatiehouders en banken) zich een goed beeld kunnen vormen van onder meer de financiële positie van die ondernemingen. Zo dienen zij veelal een jaarverslag op te stellen en dat beschikbaar te stellen aan in ieder geval hun aandeelhouders. De regels voor externe verslaggeving zijn in beginsel nationale regels. Voor wat betreft de Europese Unie is hierop echter een belangrijke uitzondering.

### International Financial Reporting Standards
Ondernemingen die geregeerd worden volgens het recht van een van de Staten van de Europese Unie en die een officiële beursnotering binnen de Europese Unie hebben, zijn op basis van Europese regelgeving verplicht hun externe verslaggeving conform International Financial Reporting Standards (IFRS) op te stellen. IFRS geeft onder meer regels hoe ondernemingen hun geconsolideerde jaarrekening moeten opstellen.

### IFRS 2 – Share-based payments
IFRS 2 – Share-based payments (IFRS 2) is de standaard die regels geeft hoe goederen en diensten die ondernemingen afnemen en die zij in de vorm van aandelen (of vergelijkbare rechten) betalen, in hun jaarverslagen moeten verantwoorden. Met diensten worden onder meer diensten van werknemers bedoeld.
De basisgedachte van IFRS 2 is dat de goederen en diensten die door ondernemingen worden afgenomen en die zij in aandelen (of vergelijkbare rechten) betalen voor hun werkelijke waarde in de geconsolideerde resultatenrekening van de ondernemingen verwerkt moeten worden.

#### Werknemersdiensten
In geval van diensten van werknemers is het in de regel niet mogelijk om de werkelijke waarde van die diensten direct te bepalen. Kan de waarde van diensten inderdaad niet op directe wijze vastgesteld worden (en IFRS 2 gaat ervan uit dat dit het geval is voor werknemersdiensten), dan bepaalt IFRS 2 dat de werkelijke waarde van die diensten op indirecte wijze bepaald moet worden, namelijk aan de hand van de werkelijke waarde van de door de ondernemingen aan hun werknemers betaalde aandelen (of vergelijkbare rechten).

#### De werkelijke waarde van werknemersopties
Werknemersopties zijn met aandelen vergelijkbare rechten in de zin van de vorige paragraaf. De werkelijke waarde van de diensten van werknemers die opties van hun werkgever toegekend hebben gekregen, wordt daarom bepaald aan de hand van de werkelijke waarde van die opties omdat de waarde van werknemersdiensten zelf niet direct bepaald kan worden. Die werkelijke waarde van de werknemeropties is echter eveneens nagenoeg nooit direct bepaalbaar omdat werknemersopties nagenoeg nooit vrij overdraagbaar zijn en hun werkelijke waarde daarom niet bepaald kan worden door vraag en aanbod. Is dat in een specifieke situatie inderdaad het geval, dan bepaalt IFRS 2 dat de werkelijke waarde van de opties bepaald moet worden aan de hand van de theoretische waarde van de opties. Die theoretische waarde wordt bepaald aan de hand van algemeen aanvaarde methoden, zoals de Black & Scholes formule en het binomiale model (zie hiervoor het vorige hoofdstuk).

#### De periode waarover de diensten worden afgenomen – de vestigingsperiode
Worden de diensten waarvoor de opties zijn toegekend precies in één verslaggevingsperiode (een boekjaar) van een onderneming afgenomen, dan wordt de werkelijke waarde van de opties geheel in die periode als last in de geconsolideerde resultatenrekening verantwoord. Veelal zullen de diensten van de werknemers echter worden afgenomen gedurende een periode die langer is dan één verslaggevingsperiode. Immers, alvorens de onderneming daadwerkelijk verplicht is de opties aan een werknemer te “betalen”, dient de werknemer veelal op een bepaalde toekomstige datum nog in dienst te zijn bij de werkgever en tot die datum onafgebroken diensten aan de werkgever geleverd te hebben. Dit betekent dat de waarde van de opties conform het zogenoemde matchingbeginsel in veelal meerdere verslaggevingsperioden, namelijk voor zover de vestigingsperiode geheel of gedeeltelijk in eerstgenoemde perioden vallen, als last in de resultatenrekening verantwoord dienen te worden. Valt de vestigingsperiode bijvoorbeeld samen met drie boekjaren, dan moet de werkelijke waarde van de opties over die drie jaren verdeeld worden.
IFRS 2 schrijft voor dat voor de toerekening van de lasten aan de verscheidene jaren met bepaalde veronderstellingen rekening moet worden gehouden (bijvoorbeeld het aantal opties dat naar de verwachting van de onderneming zal vestigen onder andere als gevolg van uitdiensttredingen). Blijken die veronderstellingen in een later jaar van de vestigingsperiode niet juist te zijn, dan dienen hiervoor correcties gemaakt te worden die leiden tot extra lasten of een correctie voor het feit dat in een eerdere periode te veel lasten werden verantwoord.

#### Het economische voordeel voor de werknemers
Het economische voordeel dat de werknemers als gevolg van de uitoefeningen genieten, is verder niet van belang voor de last die de onderneming dient te verantwoorden. Is de werkelijke winst die een werknemer geniet als gevolg van de uitoefening van zijn opties groter dan het bedrag dat als totale last in de resultatenrekening van de onderneming is verantwoord, dan wordt dat meerdere niet als extra last in aanmerking genomen. Lopen de opties waarvoor de onderneming gedurende de vestigingsperiode lasten verantwoord heeft, waardeloos af, dan worden de eerder verantwoorde lasten niet als bate gecorrigeerd.

#### Overige externe verslaggevingsverplichtingen
IFRS 2 schrijft ook nog voor dat in het jaarverslag een gedetailleerd overzicht wordt opgenomen van het verloop gedurende de verslaggevingsperiode van alle werknemersopties die de onderneming heeft uitstaan.

## Fiscale gevolgen

### Nederlandse fiscale gevolgen van werknemersopties
Werknemersopties hebben fiscale gevolgen. De huidige Nederlandse fiscale gevolgen worden hieronder beschreven. Hierbij wordt ervan uitgegaan dat de werknemer in Nederland woont en werkt, dat de werkgever een in Nederland gevestigde naamloze vennootschap is en dat de werknemer in dienst is bij de werkgever.

#### De werknemer
Volgens de hoofdregel van de Nederlandse loonbelasting zou een werknemersoptie nagenoeg altijd voor haar waarde in het economisch verkeer als loon belast worden op het moment dat de werknemer de optie mag uitoefenen. De Nederlandse loonbelasting kent voor werknemersopties (in de wet een aandelenoptierecht genoemd) echter een bijzondere regeling die stelt dat werknemersopties bij uitoefening belast worden en dat als loon wordt belast het positieve verschil tussen de economische waarde van het onderliggende aandeel op het moment van uitoefening en de prijs die de werknemer voor het aandeel moet betalen (de uitoefenprijs), vermenigvuldigd met het aantal aandelen dat wordt verkregen. Verkoopprovisies mogen niet op het verschil in mindering gebracht worden. Het belastbare bedrag is als loon aan de normale progressieve belastingtarieven onderworpen. Het belastbare bedrag zal in de regel belast worden volgens de zogenoemde tabel bijzondere beloningen. Oefent de werknemer de optie niet uit, dan is hij ook geen belasting verschuldigd.
Het is niet relevant of de werknemer de verkregen aandelen onmiddellijk volgend op de uitoefening al dan niet allemaal, slechts deels of helemaal niet verkoopt. Verkoopt de werknemer de verkregen aandelen onmiddellijk, dan houdt de werkgever de belasting in op de verkoopwinst, betaalt de werkgever de belasting namens de werknemer aan de fiscus en krijgt de werknemer de netto winst. Verkoopt de werknemer de verkregen aandelen niet, dan mag de werkgever de loonbelasting verrekenen met andere loonbestanddelen die wel in geld aan de werknemer betaald worden. Indien dat niet voldoende is, dan moet de werknemer geld aan de werkgever betalen zodat de werkgever de loonbelasting aan de fiscus kan betalen.
Voor de Nederlandse inkomstenbelasting geldt met betrekking tot uitgeoefende opties hetzelfde als hierboven voor de Nederlandse loonbelasting is beschreven. Nog niet uitgeoefende opties vormen geen bezitting voor de bepaling van het belastbaar inkomen uit sparen en beleggen (box 3 van de inkomstenbelasting). De door uitoefening verkregen aandelen of de in geld uitbetaalde boekwinst zijn in beginsel wel bezittingen voor box 3 van de inkomstenbelasting.
De hierboven beschreven regels gelden in beginsel vanaf 1 januari 2005. Voor werknemersopties die voor deze datum zijn overeengekomen kunnen door overgangsregels andere regels gelden.

#### De werkgever
De werkgever is ten aanzien van zijn netto fiscale winst belastingplichtig voor de Nederlandse vennootschapsbelasting. Economisch gezien zijn de kosten van werknemersopties loonkosten die in mindering op de winst gebracht moeten worden ter bepaling van de netto winst (hoewel dit voor financiële verslaggevingsdoeleinden indien IFRS 2 niet van toepassing is niet altijd het geval is). Dit economische principe geldt in beginsel ook voor de bepaling van de fiscale winst. De kosten van werknemersopties vormen echter als gevolg van een bepaling in de wet expliciet geen loonkosten die op de fiscale winst van de werkgever in mindering gebracht mogen worden. Het is daarbij niet van belang of de werkgever bestaande of nieuw uit te geven aandelen aan de werknemer levert. Deze fiscale regel geldt vanaf 1 januari 2007. Voor werknemersopties die zijn overeengekomen vóór 24 mei 2006 gelden tijdelijke overgangsregels op grond waarvan bepaalde fiscale kosten tot 31 december 2009 in aanmerking genomen mochten worden.

### Niet-Nederlandse fiscale gevolgen van werknemersopties
Ook volgens de fiscale regelgeving van andere landen dan Nederland zullen werknemersopties veelal fiscale gevolgen hebben. Vanzelfsprekend moeten die fiscale gevolgen van land tot land bekeken worden omdat fiscale regelgeving landgebonden is. In de meeste landen geldt echter net als in Nederland dat werknemers die werknemersopties houden voor die opties belast worden voor de winst (=het verschil tussen de totale waarde van het onderliggende aandelen en de totale door de werknemer verschuldigde uitoefenprijs) die zij behalen wanneer zij de opties uitoefenen.

### Fiscale gevolgen indien de werknemer in meerdere landen belastingplichtig is
Grensoverschrijdende werkzaamheden van een werknemer die werknemersopties houdt, kunnen een complicerende factor zijn omdat in dat geval meerdere landen dezelfde opties mogelijk zullen willen belasten. Deze complicatie is niet eigen aan werknemersopties, maar doet zich in geval van werknemersopties wel vaker voor dan het geval is met andere salariscomponenten omdat opties in de regel over langere perioden verdiend worden dan bij andere salariscomponenten (bijvoorbeeld het maandelijkse salaris) het geval is. Dit probleem wordt veelal opgelost door te bepalen dat elk land een bepaald deel van het voordeel van de werknemersopties mag belasten.

## Geschiedenis
Werknemersopties zijn in de jaren 70 van de 20e eeuw in de Verenigde Staten van Amerika voor het eerst als beloningsinstrument gebruikt. Werknemersopties boden met name mogelijkheden voor jonge organisaties die hooggekwalificeerd personeel zochten, maar die over onvoldoende geld beschikten om dat personeel aan te werven en voor hun organisaties te behouden. Met personeelsopties verkregen die organisaties een instrument dat hen in de gelegenheid stelde personeel financieel mee te laten delen in het potentiële succes van die organisaties. Daarbij kwam dat personeelsopties indertijd in de regel niet tot bedrijfseconomische kosten leidden die in de verlies- en winstrekening verantwoord moesten worden (dit argument is echter niet meer geldig omdat organisatie inmiddels wel kosten voor werknemersopties moeten verantwoorden). Als beloningsinstrument zijn werknemersopties sinds die tijd bijzonder effectief gebleken. Vooral in de tweede helft van de jaren 90 van de 20e eeuw zijn personeelsopties in de VS zeer wijdverbreid geraakt. Heden ten dage zijn werknemersopties (of vergelijkbare beloningen) in de VS zo vanzelfsprekend geworden dat het voor bepaalde posities onmogelijk is personeel te vinden indien een organisatie geen opties of andere vormen van aandelengerelateerde beloningen in het vooruitzicht stelt. Het gebruik van werknemersopties is vanuit de VS eerst voornamelijk naar het Verenigd Koninkrijk overgewaaid.
In Nederland zijn personeelsopties medio jaren 90 van de 20e eeuw als beloningsinstrument in gebruik geraakt, eerst met name bij werknemers van Amerikaanse concerns met vestigingen in Nederland. Eind jaren 90 van de 20e eeuw kwamen personeelsopties als gevolg van sterk stijgende beurskoersen (de internetzeepbel) in Nederland steeds meer in de belangstelling. De laatste jaren is de populariteit van werknemersopties teruggelopen omdat zij als beloningsinstrument in een voornamelijk neergaande beurs niet effectief zijn gebleken. De laatste jaren is het gebruik van Restricted Shares, Restricted Stock Units en Performance Shares (zie hiervoor: aandelengerelateerde beloningen) toegenomen omdat die vormen van aandelengerelateerde beloningen waardebestendiger zijn dan werknemersopties. Dat alles neemt niet weg dat werknemersopties ook nu nog bij veel Nederlandse beursgenoteerde ondernemingen een veel gebruikt beloningsinstrument zijn.

## Maatschappelijke en politieke discussie over werknemersopties
Het gebruik van personeelsopties en aandelengerelateerde beloningen in het algemeen heeft in Nederland, maar ook in andere landen, in het begin van de 21ste eeuw tot veel maatschappelijke en politieke discussie geleid. Kritiek is er met name op beloningen van topmanagers die in verhouding met de door hen verrichte diensten als te hoog worden ervaren. Critici noemen ook gevallen waarin naar hun mening geen enkel of te weinig verband bestaat tussen de hoogte van de beloning en de door de topmanagers geleverde prestatie. De kritiek is deels ook een gevolg van verschillen in politieke overtuigingen.